# America: A 200-Year Salute in Story and Song
America: A 200-Year Salute in Story and Song es un álbum conceptual del cantante country Johnny Cash lanzado el año 1972 bajo el sello disquero Columbia.
Como el título sugiere son canciones basadas en la historia Norteamericana, a diferencia de otros discos de Cash parecidos a este como Bitter Tears: Ballads of the American Indian y Sings the Ballads of the True West este álbum muestra canciones y narraciones del mismo Cash en las cuales intenta describir elementos de la historia de su país, en las cuales aparecen personas como Paul Revere y Big Foot (indio nativo norteamericano), en este Cd aparecen reediciones de canciones como "Mr. Garfield" de un CD pasado llamado Sings the Ballads of the True West lanzado en 1965. Cash escribió casi todas las canciones menos "The Battle of New Orleans" y el discurso que hizo el presidente Abraham Lincoln llamado "Gettysburg Address".

## Canciones
1. Opening Dialogue – 0:23
(Cash)
2. Paul Revere – 2:17
(Glenn D. Tubb)
3. Begin West Movement – 0:26
(Cash)
4. The Road to Kaintuck – 1:21
(Cash)
5. To the Shining Mountains – 0:48
(Cash)
6. The Battle of New Orleans – 2:21
(Jimmie Driftwood)
7. Southwestward – 0:37
(Cash)
8. Remember the Alamo – 2:26
(Jane Bowers)
9. Opening the West – 0:56
(Cash)
10. Lorena – 1:50
(Charles Williams)
11. The Gettysburg Address – 2:38
(Abraham Lincoln)
12. The West – 0:57
(Cash)
13. Big Foot – 3:02
(Cash)
14. Like a Young Colt – 0:38
(Cash)
15. Mr. Garfield – 3:53
(Ramblin' Jack Elliott)
16. A Proud Land – 0:24
(Cash)
17. The Big Battle – 3:05
(Cash)
18. On the Wheels and Wings – 0:30
(Cash)
19. Come Take a Trip in My Airship – 1:05
(Cash)
20. Reaching for the Stars – 0:42
(Cash)
21. These Are My People – 2:38
(Cash)

## Personal
- Johnny Cash - Vocalista
- Norman Blake - Guitarra acústica y banjo
- Carl Perkins - Guitarra
- Bob Wootton - Guitarra
- Red Lane - Guitarra
- Ray Edenton - Guitarra
- W.S. Holland - Percusión
- Marshall Grant - Bajo
- Chuck Cochran - Piano
- Charlie McCoy - armónica
- Farrell Morris - Percusión

## Posición en listas
Álbum - Billboard (América del Norte)
| Año  | Tabla           | Posición |
| ---- | --------------- | -------- |
| 1972 | Álbumes Country | 3        |
| 1972 | Álbumes Pop     | 176      |